# Талалеј
Свети мученик Талалеј, хришћански је светитељ, а по занимању лекар.

## Живот
Отац му је био Верукије а мајка Ромилија. Пострадао је за Христа у својој осамнаестој години за време владавине Нумеријана. Када је исповедио своју веру у Христа пред судијом мучитељем, судија је наредио двојици џелата Александру и Астерију, да му сврдлом проврте колена, провуку конопац кроз пробушене кости и обесе за једно дрво. У хришћанској традицији помиње се да је џелатима невидљива сила Божја одузела вид, те су уместо Талалеја они пробушили једну даску и обесили је о дрво. Када је мучитељ ово дознао, помислио је да су џелати то намерно учинили, па је наредио да их шибају. Тада су Александар и Астерије повикали: „Жив нам Господ, од сада и ми постајемо хришћани, верујемо у Христа, и страдамо за Њега!“ Чувши ово, мучитељ је наредио да их мачем посеку. У хришћанској традицији помиње се да је тада сам мучитељ узео сврдло да сам пробуши колена Талалеју, али су му се руке одузеле, и он је морао молити Талалеја, да га овај спасе, што је Талалеј и учинио. Помиње се да је потом је бачен у воду, али се јавио жив пред мучитеља и када је потом бачен пред зверове, зверови су му лизали ноге и умиљавали се око њега. Најзад је посечен мачем 284. године.
Српска православна црква слави га 20. маја по црквеном, а 2. јуна по грегоријанском календару.

## На телевизији
У телевизијској серији Бела лађа у епизоди, емитованој на Радио-телевизији Србије 24. јануара 2010. године, главни јунак Срећко Шојић слави славу Светог мученика Талалеја. Он то чини на наговор Озрена Солдатовића, зато што је то датумски најближи црквени празник, како би могао да угости амбасадора, са којим ова двојица имају намеру да направе одређени политички договор. Занимљиво, Шојић не зна име овог свеца (изговара га приближно "Талалај"), те свештеник одбија да освешта његову кућу.